# رأس النجد

تعديل مصدري - تعديل

رأس النجد إحدى حارات مدينة نجد الجماعي بمحافظة إب، بلغ تعداد سكانها 614 نسمة حسب تعداد اليمن لعام 2004.